# Euplexaura nuttingi
Euplexaura nuttingi är en korallart som beskrevs av Kükenthal 1919. Euplexaura nuttingi ingår i släktet Euplexaura och familjen Plexauridae. Inga underarter finns listade i Catalogue of Life.